# Frederik de Klerk
Frederik Willem de Klerk (Johannesburgo, 18 de marzo de 1936-Ciudad del Cabo, 11 de noviembre de 2021) fue un político sudafricano que fue presidente de su país desde 1989 hasta 1994, y reconocido por liberar de prisión durante su mandato al activista Nelson Mandela y contribuir a poner fin al régimen del apartheid. Por estos logros ambos fueron galardonados con el Premio Nobel de la Paz de 1993 y con el Premio Príncipe de Asturias de Cooperación Internacional de 1992. De Klerk fue también vicepresidente de Sudáfrica de 1994 a 1996, durante la presidencia de Mandela.

## Carrera política

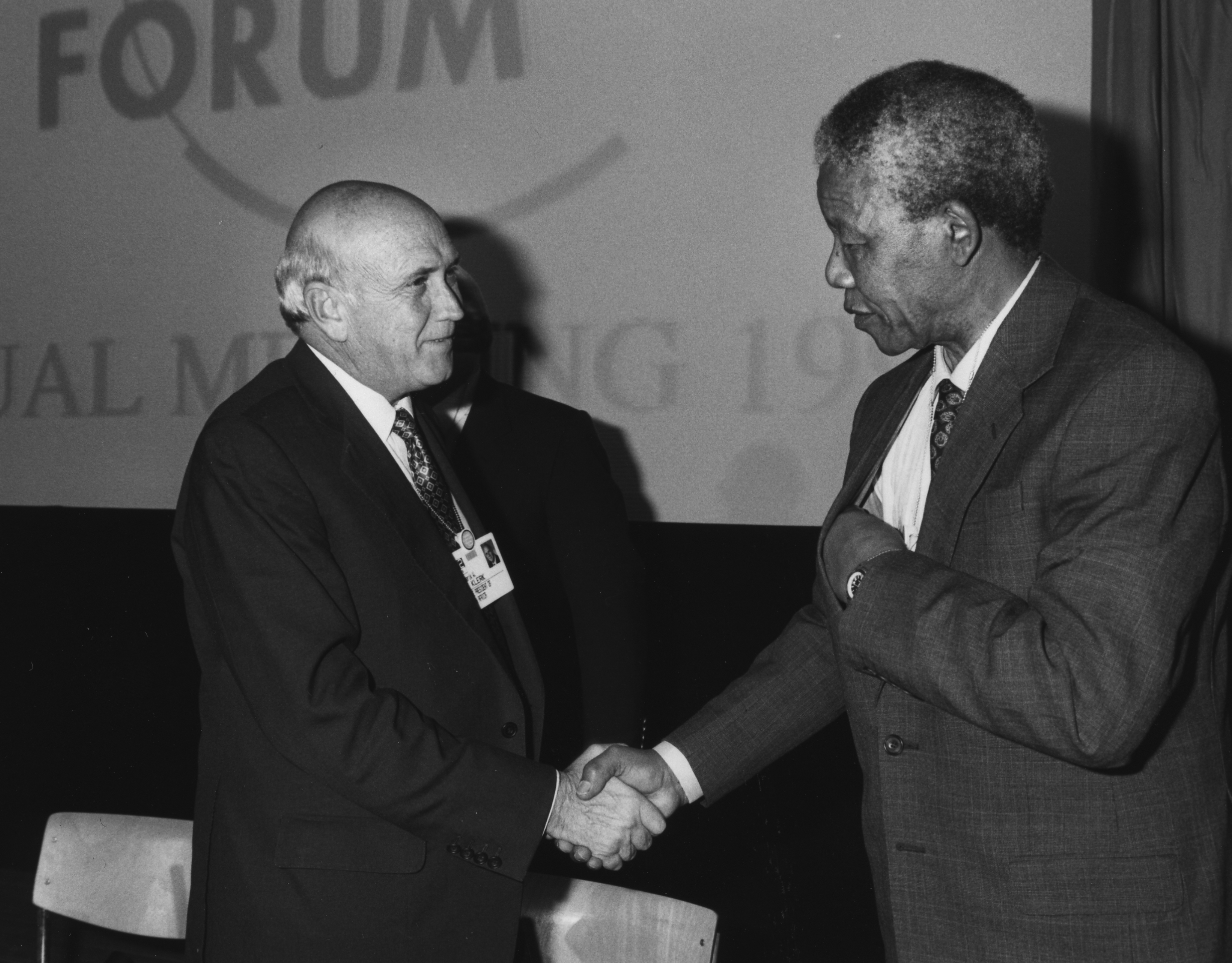
Frederik de Klerk y Nelson Mandela en la reunión anual del Fóro Económico Mundial (Davos, 1992)

Procedente de una familia de etnia afrikáner de amplia tradición política, se licenció en Derecho en 1958, en el campus de Potchefstroom de la Universidad del Noroeste. Al finalizar sus estudios, fundó un bufete de abogados en la ciudad de Vereeniging y, en 1972, fue elegido diputado al Parlamento por el Partido Nacional (más tarde denominado Nuevo Partido Nacional). Durante los siguientes años, ocupó varias carteras ministeriales: entre 1979 y 1982, la de Minas y Energía; entre 1982 y 1985, la de Interior; y entre 1984 y 1989, la de Asuntos Exteriores.
En esta última fecha, sustituyó a Pieter Botha en la presidencia de Sudáfrica, cargo desde el cual inició una política de reformas encaminada a la superación de la política de segregación racial del apartheid, instaurada en la década de 1940. Para ello, derogó las leyes segregacionistas, liberó a varios políticos negros encarcelados, entre ellos a Nelson Mandela, legalizó el Congreso Nacional Africano (ANC) y dotó al país de una nueva Constitución no racista.
Sin embargo, sus reformas económicas seguían beneficiando a la población blanca, lo cual trajo muchos problemas a la intención de superar la segregación racial.
En 1992, fue recompensado, junto con Nelson Mandela, con el Premio Príncipe de Asturias de Cooperación Internacional, por sus esfuerzos en la finalización del régimen del apartheid y a favor de los derechos humanos.
En 1993 reveló, durante un discurso en el parlamento, que Sudáfrica tenía un programa de armas nucleares y mencionó que habían sido destruidas. Ese mismo año acordó con el ANC la formación de un gobierno de transición y la celebración, al año siguiente, de elecciones generales. Por ello, recibió el Premio Nobel de la Paz junto a Nelson Mandela.
Tras las elecciones libres de 1994, fue elegido vicepresidente, cargo que mantuvo hasta 1996, cuando decidió renunciar al mismo, retirándose definitivamente de la política en 1997.
En el año 2000, la Fundación F. W. de Klerk fue creada por el expresidente con el objetivo de promover la paz en los Estados con múltiples comunidades, ya sea en Sudáfrica o en cualquier parte del mundo.
El 4 de diciembre de 2001, Marike de Klerk, su exesposa, fue asesinada por el vigilante de seguridad Luyanda Mboniswa en su casa de Ciudad del Cabo, convirtiéndose en uno de los símbolos del crimen rampante en el país.
En 2004, de Klerk participó en la Global Leadership Foundation, cuyo objetivo es ayudar a los jefes de Estado y de Gobierno a promover la paz, la democracia y el desarrollo. En la política interna de Sudáfrica, denunció el derrumbe del residual Nuevo Partido Nacional y su fusión en el ANC.
En 2005, delató el activismo revisionista y la traición de sus promesas por parte del ANC con respecto al respeto a las minorías. Para él, el procedimiento por el que se renombró a Pretoria con el nombre de Tshwane, sin consultar previamente a los habitantes de la ciudad, fue un abuso de la mayoría, especialmente porque sus habitantes, en su mayoría blancos, le eran hostiles.
En marzo de 2006, con motivo de su 70 cumpleaños, Nelson Mandela le rindió homenaje por evitar un baño de sangre en Sudáfrica al aceptar la negociación y el principio de una Sudáfrica multirracial.
El 30 de abril de 2006, causó sensación en un artículo para el Sunday Independent en respuesta a Desmond Tutu, quien lamentó que la "comunidad blanca sudafricana no estuviera lo suficientemente agradecida a los negros sudafricanos por la generosidad que tienen con ellos". Para Klerk, "los ciudadanos negros deberían estar agradecidos con los blancos por darles poder y superar sus temores". Repitió que el sistema de apartheid era moralmente indefendible, pero se negó a describir al régimen blanco como "criminal". Los blancos también habían hecho sacrificios: "¿No sería igualmente sensato que los sudafricanos negros reconocieran la contribución que los blancos han hecho a la nueva Sudáfrica, porque se necesita valor para superar sus temores y poner su confianza en manos de sus antiguos enemigos?". En particular, invocó la turbulenta historia de los afrikáneres que, a sus ojos, sacrificaron varios siglos de revueltas y misiones de libertad para construir una Sudáfrica no racial.
En junio de 2006, fue operado en una clínica del Cabo con dos metástasis de cáncer maligno en la espalda. Siguiendo boletines evasivos o contradictorios, circularon rumores sobre su muerte.
En mayo de 2012, en una entrevista con CNN en la que habló sobre su juventud, sus motivaciones de la época y su evolución en la política del apartheid, se negó a condenar desde el inicio el principio de separación entre negros y blancos, pero rechazó toda nostalgia. Lamentando las injusticias y violaciones de los Derechos Humanos, cometidas durante el apartheid al reclamar la paternidad de su abolición en nombre del Partido Nacional, Frederik de Klerk comparó el principio de los bantustanes con la formación de los estados checos y eslovacos, que el definió como un concepto dirigido a crear un estado marcado por una unidad étnica con una cultura y un idioma, donde todos puedan ser felices y cumplir sus aspiraciones democráticas. Para Frederik de Klerk, los habitantes de estos bantustanes (o patrias) no fueron privados del derecho de voto dentro de su propio estado. Argumentó que fueron justificados desde un punto de vista histórico y comparó la cantidad de dinero gastado en África por el mundo desarrollado para luchar contra la pobreza con los gastados en estos bantustanes por antiguos gobiernos blancos. Sus comentarios provocaron muchas polémicas y reacciones indignadas en Sudáfrica, alimentando discusiones en Twitter, Internet y en la radio y la televisión.
Desató otra polémica cuando dijo en febrero de 2020: "la idea de que el apartheid es un crimen contra la humanidad era, y sigue siendo, una propuesta de agitadores iniciada por los soviéticos y sus aliados del Congreso Nacional Africano y del Partido comunista para estigmatizar a los sudafricanos blancos al asociarlos con auténticos crímenes contra la humanidad". Parlamentarios del partido Economic Freedom Fighters (EFF) denunciaron la presencia de De Klerk en la cámara el 13 de febrero durante el discurso anual a la nación del Presidente Ramaphosa.
Falleció en la mañana del 11 de noviembre de 2021, en su domicilio de Fresnaye (un suburbio de Ciudad del Cabo), tras varios meses luchando contra un mesotelioma, que había sido detectado en marzo de ese año. Dejó un mensaje póstumo en vídeo en el cual pidió perdón por el apartheid.

## Filmografía
| Año  | Película             | Director       | Actor         |
| ---- | -------------------- | -------------- | ------------- |
| 1997 | Mandela and de Klerk | Joseph Sargent | Michael Caine |